# Czubata Turnia
Czubata Turnia (słow. Strapatá veža, niem. Egenhofferspitze, węg. Egenhoffer-csúcs) – turnia o wysokości ok. 2565 m n.p.m. znajdująca się w długiej południowo-wschodniej grani Wyżniego Baraniego Zwornika w słowackich Tatrach Wysokich. Od Małego Durnego Szczytu na wschodzie oddzielona jest Małą Durną Przełęczą, natomiast od Sępiej Turni na zachodzie oddziela ją Przełączka pod Czubatą Turnią.
Pozębiona Czubata Turnia ma trzy wierzchołki. Nie jest dostępna dla turystów, nie prowadzi na nią żaden znakowany szlak turystyczny. Najdogodniejsze drogi dla taterników wiodą od sąsiednich przełączek. W stronę Doliny Dzikiej na północ z Czubatej Turni opada wybitne żebro, zaś na południowy zachód do Doliny Pięciu Stawów Spiskich – dwa filary.
Polska i słowacka nazwa Czubatej Turni pochodzi od jej kształtu, natomiast nazwy niemiecka i węgierska upamiętniają Teréz Egenhoffer – węgierską taterniczkę.
Pierwsze wejścia:
- Janusz Chmielowski, Tadeusz Radliński, Klemens Bachleda i Jan Bachleda Tajber, 14 lipca 1904 r. – letnie,
- Radovan Kuchař i Jiří Šimon, ok. 27 grudnia 1953 r. – zimowe[2].

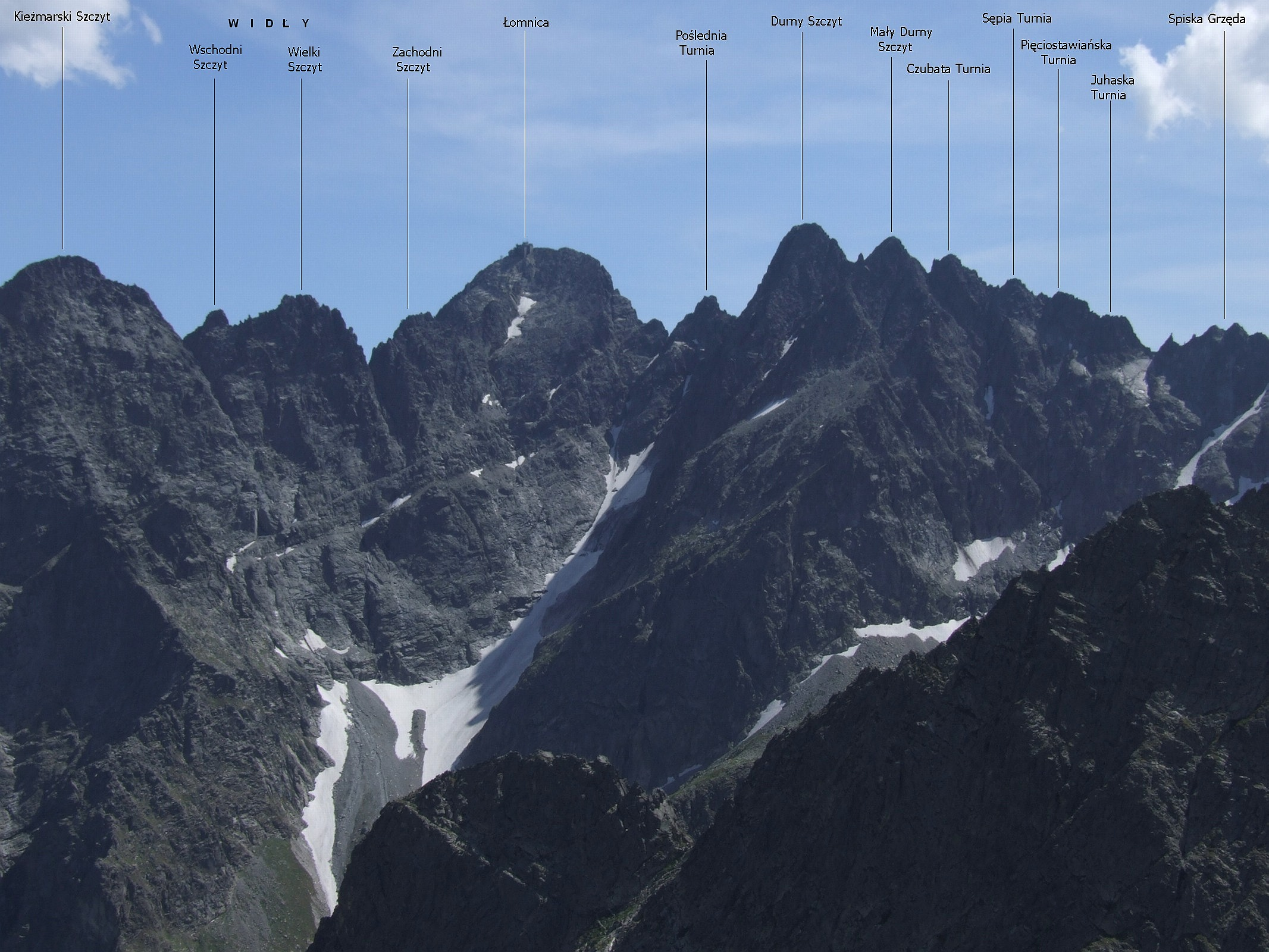
Czubata Turnia (wśród podpisanych formacji) – widok z północy